# Corporación de Deportes Melipilla
Club de Deportes Melipilla , bildad 24 januari 1992, är en chilensk fotbollsklubb från staden Melipilla, som ligger i regionen Santiago. Klubben var efterföljare till Club Deportivo Soinca Bata, som bildades 1963. Klubben spelar på Estadio Municipal Roberto Bravo Santibáñez, som tar 5 500 åskådare, vars största rivaler är Provincial Talagante.
Den första säsongen spelade Melipilla i den näst högsta divisionen, som slutade med att Melipilla lyckades gå upp i den högsta divisionen 1993, men åkte ur direkt och fortsatte spela i den näst högsta divisionen mellan säsongerna 1994 och 2004 - den senare säsongen var den säsongen de lyckades gå upp igen - och spelade följande säsong i den högsta serien, men åkte ur direkt igen. Melipilla gick dock upp igen säsongen 2006 och spelade i den högsta serien i Chile för säsongerna 2007 och 2008 innan de åkte ur igen, vilket följdes av ytterligare en nedflyttning efter säsongen 2009.